# Pehr Stenberg
Pehr Stenberg, född 18 december 1758 i Umeå socken, död 4 maj 1824 där, var en svensk präst, topograf, dialektolog och självbiografisk författare.
Pehr Stenberg var son till bonden Erik Persson och Anna Andersdotter i Stöcke söder om Umeå. Efter en tid i lära hos sin farbror Lars Ström, som var  tullnär i Ratan, kom Stenberg till trivialskolan i Umeå. Därefter bedrev han akademiska studier i Åbo. Han inskrevs 1779 som student, prästvigdes 1786 och disputerade tre år senare på en avhandling om havtorn. Samma år, 1789, återvände han till Västerbotten och blev efter olika prästtjänster 1792 komminister i Umeå stadsförsamling och från 1804 till sin död 1824 komminister i Umeå landsförsamling.
Vid sidan av sin prästgärning var han sysselsatt med flera stora projekt, dels en detaljerad topografisk beskrivning över Umeå socken, dels en omfattande ordbok över umemålet. Men Stenbergs mest betydande arbete är hans öppenhjärtiga självbiografi, Pehr Stenbergs levernesbeskrivning, på nästan 5 000 handskrivna sidor. Detta verk, som har en tillkomsttid på över 40 år, är helt i klass med Årstafruns dagböcker men har andra kvaliteter, inte minst för att framställningen stilistiskt är närmast skönlitterär och har brev integrerade i narrationen. Registret oräknat omfattar de fyra banden 1 693 sidor och liknas i en anmälan av Gunnar Balgård vid "en romanvärld av Tolstojs dimensioner".
Pehr Stenberg var även botaniskt intresserad; hans herbarieblad är de äldsta bevarade från Övre Norrland. Han är också upphovsman till en postumt publicerad skrift om fågelfångst. 
Hela hans produktion har blivit föremål för forskning. I oktober 2012 anordnades ett stort Pehr Stenberg-symposium vid Umeå universitet inför utgivningen av hans självbiografi, vars första del utkom 2014. Historisk tidskrift för Finland ägnade honom ett temanummer 2020 och 2023 utkom forskningsantologin Från Pehr Stenbergs värld, publicerad av Umeå universitet.
Pehr Stenberg var gift två gånger. I äktenskapet med Elisabeth Turdfjæll, en syster till justitiekansler Jonas Gustaf Turdfjæll, blev han far till förste lantmätaren Gustaf Stenberg, komminister Pehr Stenberg och häradshövding Carl Erik Stenberg.